# Barjonia laxa
Barjonia laxa är en oleanderväxtart som beskrevs av Gustaf Oskar Andersson Malme. Barjonia laxa ingår i släktet Barjonia och familjen oleanderväxter. Inga underarter finns listade i Catalogue of Life.